# Forever Marshall Islands
Forever Marshall Islands este imnul național al Insulelor Marshall.